# Oleksandr Tourtchynov
Oleksandr Valentynovytch Tourtchynov (en ukrainien : Олександр Валентинович Турчинов) est un homme d'État ukrainien, né le 31 mars 1964 à Dnipropetrovsk (URSS).
Personnalité du mouvement de Ioulia Tymochenko, il est président de la Rada (le Parlement ukrainien) du 22 février au 27 novembre 2014, et à ce titre président de l'Ukraine par intérim du 23 février au 7 juin 2014, à la suite de la destitution du président en exercice Viktor Ianoukovytch.

## Biographie

### Formation
Oleksandr Tourtchynov est diplômé de l'école de métallurgie de Dnipropetrovsk.

### Parcours politique
Oleksandr Tourtchynov est brièvement chef du Service de sécurité d'Ukraine (SBU) du 4 février au 8 septembre 2005.
Il est premier vice-Premier ministre du second gouvernement de Ioulia Tymochenko de 2007 à 2010.
À cette époque, Oleksandr Tourtchynov déclare à propos d'attaques à son encontre concernant sa position conservatrice sur le mariage homosexuel que « pour beaucoup, si un homme a des vues “normales” sur une femme, c'est un conservateur. Mais ceux qui utilisent les médicaments, ou qui sont pour la promotion de la sodomie, nous les définissons comme des progressistes. Eh bien je ne suis pas d'accord. » Sommé de s'excuser, Tourtchynov déclarera ensuite que ses propos n'étaient pas de nature homophobe[source insuffisante].
Le 4 mars 2010, la Première ministre d'Ukraine, Ioulia Tymochenko démissionne de son poste de chef de gouvernement, après des tensions avec le nouveau chef de l'État Viktor Ianoukovytch, son rival. En tant que premier vice-Premier ministre, Tourtchynov assume la fonction intérimaire de chef du gouvernement pendant huit jours, du 4 au 11 mars 2010, jusqu'à ce que l'économiste Mykola Azarov, proche du président Ianoukovytch, soit élu Premier ministre par la Verkhovna Rada Oukraïny, le Conseil suprême d'Ukraine, autrement dit le Parlement ukrainien.
Peu après avoir quitté la direction du gouvernement de l'Ukraine, Tourtchynov est nommé premier vice-président du Bloc Ioulia Tymochenko, restant fidèle à l'ex-candidate à la présidentielle de février 2010.
Le 22 février 2014, il devient président de la Rada par intérim. À ce titre, il assure également l'intérim du poste de chef de l'État. Le même jour, 314 députés sur 450 l'élisent Premier ministre par intérim, puis « président et Premier ministre par intérim » à la suite de la destitution de Viktor Ianoukovytch. Il désigne Arseni Iatseniouk comme son Premier ministre le 26 février.
Viktor Ianoukovytch, refusant sa destitution, dénonce un coup d'État. Tourtchynov promet alors un « retour à la normale » des institutions[réf. souhaitée].
Le 14 avril 2014, il envoie un ultimatum aux séparatistes pro-russes dans l'Est du pays leur demandant de déposer les armes. Avant de prendre cette décision, il avait essayé de négocier avec les insurgés et même proposé de tenir un référendum le même jour que les élections prévues pour le 25 mai. Sa proposition a été remise en cause par les journalistes qui craignent que le référendum puisse être saboté par les insurgés pro-russes[réf. souhaitée].
Avec Arseni Iatseniouk, il crée un nouveau parti, le Front populaire (en ukrainien Народний фронт) en vue des élections législatives de 2014.
Le 16 décembre 2014, il est nommé secrétaire du Conseil de défense et de sécurité nationale d'Ukraine par le président Petro Porochenko,. Il démissionne de cette fonction en mai 2019, après l’élection de Volodymyr Zelensky à la présidence du pays.

### Ministère
Il est chrétien baptiste, ancien et prédicateur occasionnel au  Centre Parole de Vie à Kiev, membre de l'Union panukrainienne des églises de chrétiens évangéliques baptistes,.

## Vie privée
Son épouse, Anna Volodymyrivna, et lui ont un enfant, Kyrylo (Kirill).